# Skeptics in the Pub

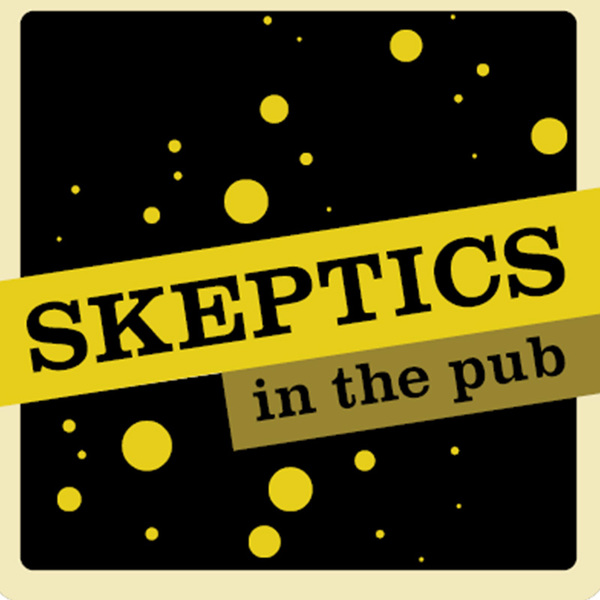
Logo Skeptics in the Pub.

Skeptics in the Pub y SITP (Escépticos en el Pub y EEEP) es un evento social informal diseñado para promover la amistad y las redes sociales entre personas escépticas, críticas, librepensadoras, racionalistas y similares.
Provee una oportunidad para racionalistas de intercambiar ideas en una atmósfera relajada, así como las discusiones en todo tipo de temas, así como momento de ocio a la vez que se promueve el escepticismo, la ciencia y la racionalidad.

## Formato
Al no tratarse de una marca registrada, hay libertad para organizar un “Escépticos en el Pub”; como tampoco existen procedimientos formales de organización, las actividades que se ofrecen quedan a discreción de sus promotores. Sin embargo, para facilitar su éxito es útil adoptar ciertos planteamientos comunes.
Su formato habitual es una charla sobre un tema concreto por parte de un orador invitado, seguida de un turno de preguntas. También es posible que se haga una reunión social sin un programa concreto. Generalmente, los grupos escépticos se reúnen una vez al mes en un lugar público, casi siempre en un pub de su zona. En la actualidad, se reúnen en todo el mundo más de cien grupos de Escépticos en el Pub.

## Historia

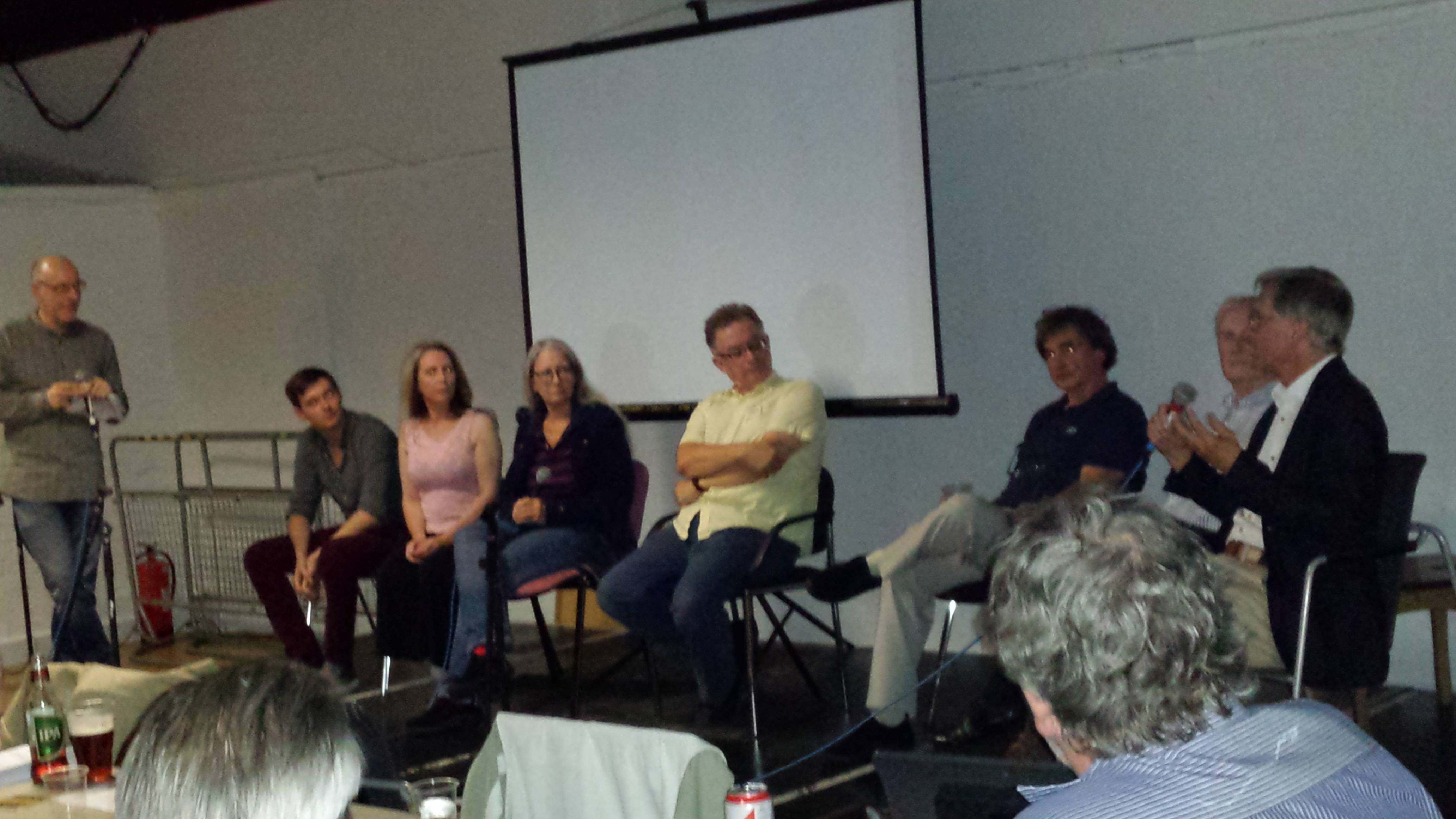
Wiseman, Marsh, Hyde, Grossman, French, Heap, Hutchinson y Ridpath en Greenwich SITP 2015.

El primer grupo y más veterano es el London meeting, fundado por Scott Campbell en 1999, siendo el que sigue una mayor regularidad, con unas 200 personas asistiendo en cada sesión.
Scott Campbell basó la idea en Philosophy in the Pub y Science in the Pub, dos grupos que habían funcionado en Australia tiempo atrás. El speaker que inauguró el evento fue el fundador la editora y fundadora de la revista The Skeptic, Wendy M. Grossman en febrero de 1999.
Campbell coordinó el grupo de Londres durante tres años, aprovechando un período sabático, y cuando regresó a Australia lo reemplazaron dos escépticos y aficionados a la ciencia ficción, Robert Newman y Marc LaChappelle. Nick Pullar, que apareció como “convocante de Escépticos en el Pub” en la parodia televisiva Shirley Ghostman de la BBC, coordinó el grupo entre 2003 y 2008. Actualmente, el grupo de Londres está organizado y coordinado por Sid Rodrigues, que había desarrollado experiencias previas en otras ciudades del mundo. El grupo ha llevado a cabo experimentos paranormales como parte del Desafío Paranormal del Millón de Dólares de James Randi, y ha colaborado en la Fundación Educativa James Randi con James Randi y sus amigos.
Las facilidades que proporciona internet a través de las redes sociales y los sistemas de gestión de contenidos han desembocado en la organización de más de 100 grupos activos en todo el mundo, entre ellos más de 30 en Estados Unidos y más de 40 en Reino Unido.
Escépticos en el Pub ha servido de modelo a otras reuniones de escépticos, racionalistas y ateos, entre ellas  “The Amazing Meeting” de la Fundación Educativa James Randi, Beber Escépticamente, “Brights” y las reuniones sociales de la Asociación Humanística Británica.
A partir de 2010, Escépticos en el Pub de Edimburgo ha llevado el concepto de Escépticos en el Pub al Festival Fringe (Alternativo) de Edimburgo, con la denominación de Escépticos en el Fringe, y desde 2012 también se encuentran en el Festival Internacional de Ciencia de Edimburgo con el título de “En el límite de la razón” (At the Fringe of Reason). La Sociedad Escéptica de Merseyside y los Escépticos del Gran Mánchester (que constituyen la organización North West Skeptical Events Ltd) han organizado tres conferencias de dos días, llamadas QED, en febrero de 2011, marzo de 2012 y abril de 2013. Los Escépticos de Glasgow también han organizado, desde julio de 2011, dos conferencias de una jornada.

## Grupos
- En Alemania: Berlín
- En Australia: Melbourne, Sídney
- En Austria: Viena
- En Brasil: Porto Alegre
- En Canadá: Vancouver, Victoria
- En Dinamarca: Copenhague

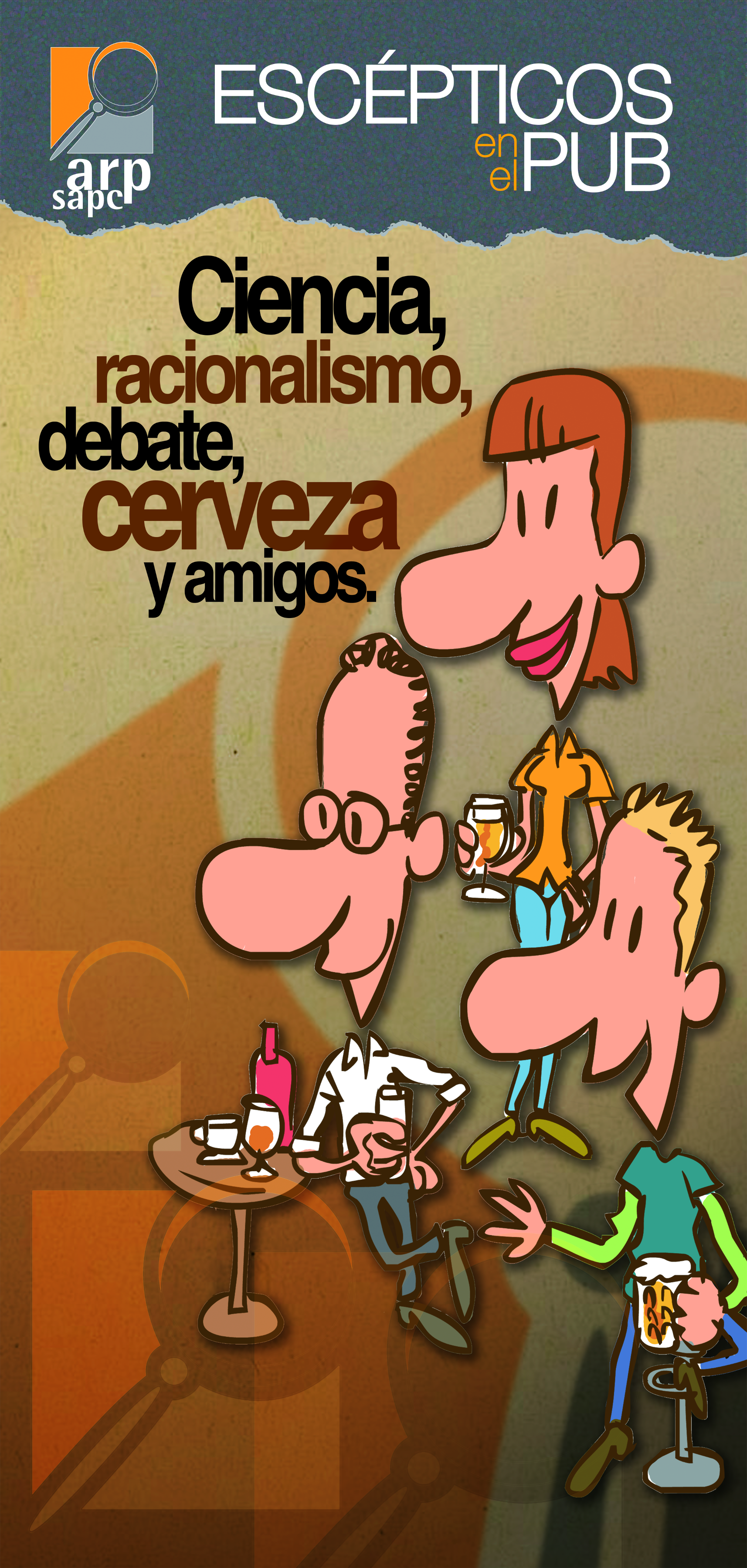
Escépticos en el Pub en España, organizado/apoyado por ARP-SAPC.

- En EE.UU: Atlanta, Boston, Mánchester y New Hampshire
- En España:  Madrid, Barcelona, Valencia, Santiago de Compostela
- En Irlanda: Cork, Dublín, Galway
- En Nueva Zelanda: Auckland, Christchurch, Dunedin, Wellington
- En Países Bajos: Ámsterdam, Deventer, Nimega, La Haya, Utrecht
- En Reino Unido: Aberdeen, Aberystwyth, Bangor, Bath, Belfast, Birmingham, Brighton, Bristol, Cambridge, Cardiff, Cheltenham, Edinburgh, Glasgow, Greater Mánchester, Guildford, Ipswich, Lancaster, Leeds, Leicester, Lewes,    Liverpool, London, Milton, Keynes, Newcastle, Nottingham, Oxford, Plymouth, Portsmouth, Reading, Sheffield, Swansea ,Westminster, Winchester
- En Sudáfrica: Cape Town